# 長城ジャンクション
長城ジャンクション（チャンソンジャンクション）は大韓民国全羅南道長城郡にある湖南高速道路（25号線）と高敞-潭陽高速道路（253号線）を結ぶジャンクションである。

## 接続する路線

### 論山・順天方面
- 湖南高速道路（17番）

### 潭陽方面
- 高敞-潭陽高速道路（3番）

## 隣
湖南高速道路
- 長城IC- 長城JCT  - 白羊寺SA

88オリンピック高速道路
- 長城JCT - IC予定地 - 潭陽JCT